# Inge Vermeulen
Inge Joanna Francisca Vermeulen (Americana, 6 de enero de 1985 - Utrecht, 10 de enero de 2015) fue una jugadora brasileña-neerlandesa de hockey sobre césped.

## Trayectoria
Vermeulen empezó a jugar de joven en las divisiones formativas de los seleccionados de Países Bajos. Debutó con la selección neerlandesa en el año 2008 ante Alemania. Con su selección jugó hasta el 2010.
En 2012 empezó a jugar para su país de nacimiento. Comenzó a jugar con la selección de Brasil de cara a los Juegos Olímpicos de Río 2016.